# Grubersee
Grubersee är en sjö i Österrike.   Den ligger i förbundslandet Steiermark, i den centrala delen av landet, 220 km sydväst om huvudstaden Wien. Grubersee ligger 2 056 meter över havet.
I omgivningarna runt Grubersee växer i huvudsak blandskog. Runt Grubersee är det ganska glesbefolkat, med 25 invånare per kvadratkilometer.